# La vendemmia
La vendemmia è un dipinto a olio su tela (277x192 cm) del pittore spagnolo Francisco Goya, realizzato nel 1786-1787 e conservato al museo del Prado di Madrid.

## Descrizione
L'opera, destinata alla produzione di arazzi per la sala da pranzo del re Carlo III al palazzo del Pardo, raffigura senza la minima fatica retorica l'autunno. In primo piano troviamo una ieratica e graziosa campesina con un cesto colmo d'uva sul capo: accanto a lei siede un elegante popolano che le offre un grappolo d'uva, oggetto delle attenzioni del goffo fanciullo ai suoi piedi che tenta invano di rubarlo. A sinistra, invece, siede un'elegante fanciulla ammantata in un abito color nero prugna.
Lo stacco tra il primo e il secondo piano viene sottolineato dal muretto su cui siedono il majo e la donna di sinistra. Dietro di esso, in particolare, scorgiamo due vendemmiatori al lavoro e i vari filari delle viti; nello sfondo, invece, si erge maestosa una catena di montagne che ricorda quelle della sierra spagnola. Molto raffinato è il dinamismo cromatico del dipinto che, oltre nella consueta ricchezza coloristica offertaci dalle vesti dei quattro personaggi in primo piano, si concretizza anche nel «cielo azzurro chiaro, quasi bianco, [dove] la nube gialla apre i suoi contorni che virano al rosa» e nel «verde delle vigne [che] si fa argenteo e poi svapora in una nebbiolina che risale al piede delle montagne» (Borghesi). La scena, infatti, è omogeneamente illuminata dallo straripante sole castigliano, i cui raggi dorati si diffondono e si mescolano in tutta la composizione, saturandone le tonalità.